# CMAS
CMAS (franceză - Confédération Mondiale des Activités Subaquatiques; engleză - World Underwater Federation), este o organizație internațională fondată cu scopul de a armoniza instruirea și brevetarea scafandrilor la nivel mondial, precum și a unor activități subacvatice. 

Inițiatorul organizării CMAS și primul președinte a fost Jacques-Yves Cousteau, iar unul dintre membrii fondatori a fost Philippe Tailliez. CMAS este una dintre cele mai vechi organizații înființate din domeniul activităților subacvatice. Sediul este în prezent la Roma.

## Înființare
CMAS a fost înființată la 28 septembrie 1958 de federațiile a 15 țări fondatoare și în prezent grupează federațiile, asociațiile și organizațiile de scufundare și activități subacvatice din peste o sută de țări.
Țările fondatoare și delegațiile acestora: 
- Belgia: Fédération Belge des Recherches et d'Activités Sous-Marines - Paul Bailly, William Xhignesse
- Brazilia: Confederacao Brasileira de Desportos - Vittorio De Berredo
- Elveția: Fédération Suisse des Centres de Sports Sous-Marins - Charles Knigge, Robert Metraux.
- Franța: Fédération Francaise d'Etudes et de Sports Sous-Marins - Elie Ferrat, Jacques Dumas
- Grecia: Fédération Hellénique de la Peche Sportive et des Activités Subaquatiques - Luigi Ferraro
- Italia: Federazione Italiana Pesca Sportiva - Carlo Manstretta, Luigi Ferraro
- Iugoslavia: Savez Pormorskin Ribolovaga - J. Medur
- Malta: Malta Sub-Aqua Club - Eric Pace Bonello
- Marea Britanie: British Sub-Aqua Club - Oscar Gugen
- Monaco: Club de Chasse et d'Exploration Sous-Marines - Camille Onda, Jacques-Yves Cousteau
- Olanda: Onderwater Jagers Club - J.H. Hora Adema, J.P. Toenbreker
- Portugalia: Centro Portugues de Actividades Submarinas - Jorge Albuquerque, Antonio Ramada Curto
- Republica Federală Germania: Verband Dautscher Sporttaucher - Jens-Peter Paulsen
- Spania: Federacion Española de Pesca Sportiva - J.J. Lozano Rodriguez, M.D. Vergonos Boix
- S.U.A.: National Competitive Skindivers Committee - Serge A. Birn, Gustav Dalla Valle

După înființare, CMAS a devenit succesorul Comitetului de Sporturi Subacvatice (Underwater Sports Comitettee) din cadrul Confederației Internaționale de Pescuit Sportiv, care a fost fondată la 22 februarie 1952.
CMAS este membru al European Underwater Federation (EUF).

## Structura organizatorică
CMAS este structurată în trei comitete și un număr de șapte comisii independente

### Comitete
- Comitetul de sport (scufundare liberă, hochei subacvatic, înot cu labele, orientare subacvatică, vânătoare subacvatică, aquathlon).
- Comitetul tehnic (Standarde de brevetare și echivalare, educație, scufundare cu caracter tehnic, securitatea scufundării)
- Comitetul științific (arheologie subacvatică, geologie marină, biologie marină, protecția mediului marin, relații inter umane)

### Comisii independente
- juridică
- medicală
- fotografiere și filmare subacvatică
- disciplină
- de apel
- de tineret
- hochei subacvatic

## Comitetul director
Comitetul director este format din 7 membri. Membrii actuali sunt:
- Președinte - Ferrero Achille (Italia)
- Secretar General - Alessandro Zerbi (Monaco)
- Vicepreședinte - Ivan Nyiri (Ungaria)
- Președintele Comitetului științific - Baccouche Hassen (Tunisia)
- Președintele Comitetului Sport - Soler Duran Xavier (Spania)
- Președintele Comitetului Tehnic - O'Shaughnessy Kevin (Irlanda)
- Trezorier - Alain Germain (Franța)

Președinții din trecut ai CMAS sunt:
- 1959 - 1973 : Jacques-Yves Cousteau
- 1973 - 1985 : Jacques Dumas
- 1985 - 1989 : Pierre Perraud
- 1991 - 1993 : Christian Ide

## Sistemul de brevetare

Sistemul de învățământ din CMAS

CMAS are un sistem de clasificare și certificare pe bază de “stea” atât pentru scafandrii cât și pentru instructorii de scufundare.

### Brevete pentru scafandrii
- Scafandru 1 stea (Nivel 1)
- Scafandru 2 stele (Nivel 2)
- Scafandru 3 stele (Nivel 3)
- Scafandru 4 stele (Nivel 4)

### Brevete pentru instructori
- Instructor 1 stea (Nivel 1)
- Instructor 2 stele (Nivel 2)
- Instructor 3 stele (Nivel 3)
- Instructor Nitrox
- Instructor fotografiere subacvatică nivel 1
- Instructor scufundare în peșteri nivel 2
- Instructor științe marine nivel 1
- Instructor de scufundare liberă
- Instructor aparat recirculator

### Brevete pe specialitate[5]
- Scufundare cu Nitrox (începător)
- Scufundare cu Nitrox (avansat)
- Scufundare de noapte
- Căutare și recuperare
- Fotografiere subacvatică nivel 3
- Scufundare în peșteri nivel 2
- Științe marine nivel 1
- Scufundare cu aparat recirculator
- Scufundare liberă

### Brevete scufundare liberă
- Scufundare liberă nivel 1
- Scufundare liberă nivel 2
- Scufundare liberă nivel 3

## Activități subacvatice
Sub egida CMAS, sunt organizate următoarele activități subacvatice:
- Scufundare liberă
- Aquathlon
- Înot cu labele
- Orientare subacvatică
- Vânătoare subacvatică
- Scufundare sportivă
- Hochei subacvatic
- Fotografiere subacvatică
- Rugby subacvatic
- Tir subacvatic

## CMAS în România
- Asociația națională a scafandrilor profesioniști și salvamarilor din România (ANSPSR)